# Osoyoos Lake
Osoyoos Lake är en sjö på gränsen mellan provinsen British Columbia i Kanada och delstaten Washington i USA. Osoyoos Lake ligger 277 meter över havet och arean är 23,2 kvadratkilometer (5729 acres). Den sträcker sig 18 kilometer (11 miles) i nord-sydlig riktning.